# Борш Руслан Віталійович
Руслан Віталійович Борш (нар. 4 жовтня 1988) — український футболіст, який грав на позиції нападника. Відомий насамперед за виступами в клубі вищої ліги «Металург» із Запоріжжя.

## Футбольна кар'єра
Руслан Борш розпочав займатися футболом у СДЮШОР запорізького «Металурга». У 2005 році зарахований до головної команди, проте дебютував у головній команді запорізького клубу лише в сезоні 2006—2007 років, коли зіграв 3 матчі у вищій лізі, а більшість ігрового часу проводив у фарм-клубі «Металург-2», який грав у другій лізі. У 2008 році Борш перейшов до клубу другої ліги «Зірка» з Кіровограда, проте грав у команді лише півроку, після чого перейшов до іншої команди другої ліги «Кремінь» з Кременчука. За півроку футболіст перейшов до клубу першої ліги «Прикарпаття» з Івано-Франківська, проте знову за півроку повернувся до складу «Кременя», у складі якого цього разу грав до кінця 2011 року. На початку 2012 року нападник перейшов до команди другої ліги «Шахтар» із Свердловська, в якому грав до кінця 2013 року. На початку 2014 року Руслан Борш грав у складі команди другої ліги «Гірник» з Кривого Рогу. У другій половині року футболіст грав у складі команди другої ліги «Енергія» з Нової Каховки. з 2015 до 2017 року Руслан Борш грав у складі аматорських команд «Россо Неро», «ВПК-Агро» і «Таврія-Скіф».

## Виступи за збірні
У 2003 році Руслан Борш зіграв 3 матчі у складі юнацької збірної України віком гравців до 15 років і юнацької збірної України віком гравців до 16 років, після чого до складу збірної не залучався.